# Obeliai
Obeliai es una ciudad de Lituania, capital de la seniūnija homónima en el municipio-distrito de Rokiškis de la provincia de Panevėžys.
En 2011, la ciudad tenía una población de 1074 habitantes.
Se conoce la existencia de la localidad en documentos desde 1509, cuando se hallaba bajo jurisdicción directa de los duques del Gran Ducado de Lituania. Desde 1529 se menciona con estatus de miestelis. A partir de 1873, se desarrolló notablemente como poblado ferroviario, al abrirse aquí una estación en la línea de Radviliškis a Daugavpils. La RSS de Lituania le dio el título de ciudad desde 1956. Fue capital de su propio raión desde 1950 hasta 1959, cuando se integró en el de Rokiškis. En la década de 1970 llegó a tener dos mil habitantes.
Se ubica a medio camino entre Rokiškis y Subate sobre la carretera 122. Al sur de la ciudad sale la carretera 117, que lleva a Zarasai.